# Grünenborn
Grünenborn ist ein Weiler, der zur Stadt Lohmar im Rhein-Sieg-Kreis in Nordrhein-Westfalen gehört.

## Geographie
Grünenborn liegt im Nordosten des Stadtgebiets von Lohmar. Umliegende Ortschaften und Weiler sind Hähngen und Holl im Nordosten, Oberstehöhe und Oberstesiefen im Osten, Saal und Unterstesiefen im Südosten, Heide und Höffen im Süden, Höffen, Klefhaus, Schönenberg und Katharinenbach im Südwesten sowie Neuhonrath im Westen und Nordwesten.
Westlich und nördlich von Grünenborn entspringen Quellflüsse des Maarbachs.

## Geschichte
Im Jahre 1885 hatte Grünenborn 19 Einwohner, die in 5 Häusern lebten.
Nach einem Adressbuch aus dem Jahre 1901 zählte der Ort Grünenborn vier Ackerer und einen Schreiner.
Bis 1969 gehörte Grünenborn zu der bis dahin eigenständigen Gemeinde Wahlscheid.

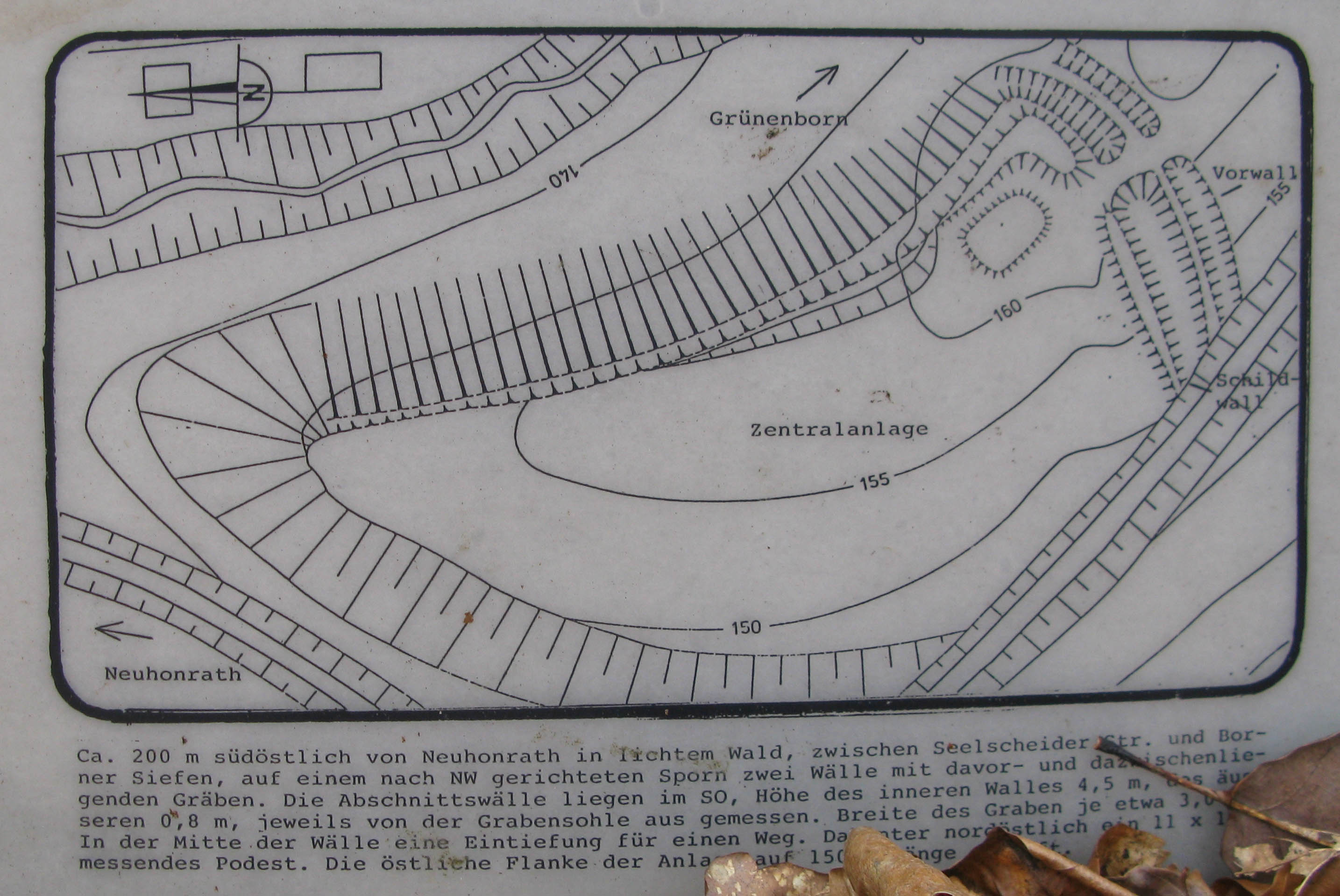
Schild vom Bodendenkmal der Stadt Lohmar Nr. 2 – Fliehburg Grünenborn

## Sehenswertes
Zwischen der Seelscheider Straße und dem Borner Siefen befindet sich eine wahrscheinlich frühmittelalterliche Abschnittsbefestigung. Der Flurname lautet „In de Burbich“ = „In dem Burgberg“. Die Fliehburg ist als Bodendenkmal Nr. 2 der Stadt Lohmar eingetragen.

## Verkehr
- Grünenborn liegt am Verkehrsknotenpunkt der Kreisstraßen K 16 und K 34.